# Василевський Олексій Вікторович
Олексій Вікторович Василевський (біл. Аляксей Віктаравіч Васілеўскі; нар. 2 червня 1993, Копиль, Мінська область, Білорусь) — білоруський футболіст, захисник.

## Клубна кар'єра
З 2009 року виступав за дубль солігорського «Шахтаря».
Починаючи з сезону 2014 року став залучатися до основного складу. Дебютував у Вищій лізі 7 травня 2014 року у матчі з «Німаном» (0:3), в якому вийшов на заміну у другому таймі. У сезоні 2015 року виступав за дубль, і лише наприкінці сезону зіграв у декількох матчах за основну команду.
У січні 2016 року прибули на перегляд до «Слуцька», але не підійшов до цього клубу і пізніше опинився у розташуванні «Крумкачів», з якими у березні підписав контракт. У складі столичного клубу зумів закріпитись у основному складі.
У першій половині сезону 2017 року зазвичай залишався на лаві запасних, виступав за дубль, а влітку повернув місце у стартовому складі «Крумкачів». На початку 2018 року проходив перегляд у мозирській «Славії», а згодом повернувся до столичної команди, однак у березні «Крумкачам» відмовили в отриманні ліцензії на сезон 2018 року, й незабаром захисник перейшов до «Барановичів». Залишив баранівський клуб у липні того ж року й повернувся до «Крумкачів», однак зіграв лише у двох матчах і після закінчення сезону покинув команду.

## Кар'єра в збірній
Виступав за молодіжну збірну Білорусі на Кубку Співдружності 2012 та 2013 у Санкт-Петербурзі.

## Досягнення
- Білоруська футбольна вища ліга
  -  Бронзовий призер (1): 2014

## Статистика виступів
| Сезон    | Дивізіон | Клуб         | Країна   | Матчі | Голи |
| -------- | -------- | ------------ | -------- | ----- | ---- |
| 2009     | дубль    | «Шахтар»     | Білорусь | 5     | 0    |
| 2010     | дубль    | «Шахтар»     | Білорусь | 26    | 2    |
| 2011     | дубль    | «Шахтар»     | Білорусь | 25    | 0    |
| 2012     | дубль    | «Шахтар»     | Білорусь | 28    | 2    |
| 2013     | дубль    | «Шахтар»     | Білорусь | 23    | 6    |
| 2014     | Д1       | «Шахтар»     | Білорусь | 2     | 0    |
| 2015     | Д1       | «Шахтар»     | Білорусь | 3     | 0    |
| 2016     | Д1       | «Крумкачи»   | Білорусь | 22    | 3    |
| 2017     | Д1       | «Крумкачи»   | Білорусь | 17    | 0    |
| 2018 (1) | Д2       | «Барановичі» | Білорусь | 3     | 0    |
| 2018 (2) | Д3       | «Крумкачи»   | Білорусь | 2     | 0    |